# Guldbollen

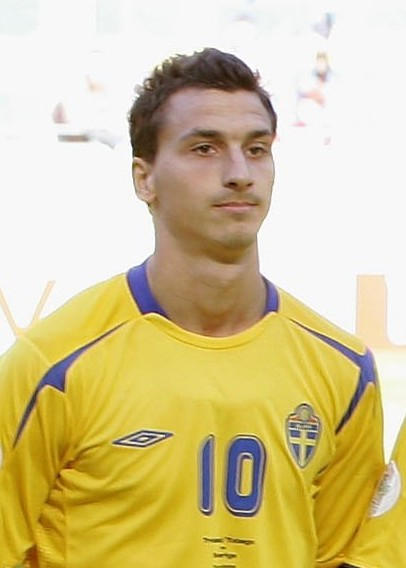
Zlatan Ibrahimović, vainqueur à douze reprises.

Le Guldbollen (ballon d'or en français) est un trophée décerné par le journal Aftonbladet et la Fédération de Suède de football depuis 1946 récompensant tous les ans le meilleur joueur de football suédois de l'année, évoluant en Suède ou à l'étranger.
Le premier joueur à recevoir le trophée fut Gunnar Gren en 1946. Zlatan Ibrahimović l'a remporté à 12 reprises (2005, 2007, 2008, 2009, 2010, 2011, 2012, 2013, 2014, 2015, 2016 et 2020),.

## Les récipiendaires

### Années 1940

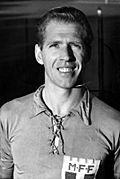
Erik Nilsson, vainqueur de 1950

| Année | Joueur         | Club           |
| ----- | -------------- | -------------- |
| 1946  | Gunnar Gren    | IFK Göteborg   |
| 1947  | Gunnar Nordahl | IFK Norrköping |
| 1948  | Bertil Nordahl | Degerfors      |
| 1949  | Knut Nordahl   | IFK Norrköping |

### Années 1950

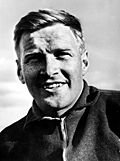
Orvar Bergmark, vainqueur de 1958

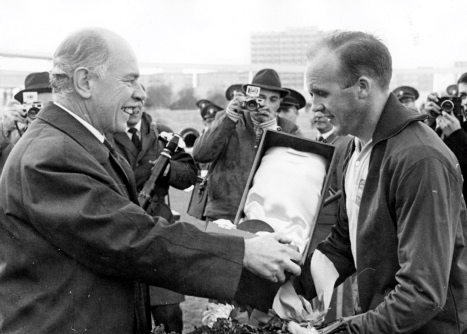
Prawitz Öberg recevant le trophée en 1962

| Année | Joueur                  | Club           |
| ----- | ----------------------- | -------------- |
| 1950  | Erik Nilsson            | Malmö FF       |
| 1951  | Olle Åhlund             | Degerfors      |
| 1952  | Kalle Svensson          | Helsingborg    |
| 1953  | Bengt Gustavsson        | IFK Norrköping |
| 1954  | Sven-Ove Svensson       | Helsingborg    |
| 1955  | Gösta Löfgren           | Motala AIF     |
| 1956  | Gösta Sandberg          | Djurgården     |
| 1957  | Åke 'Bajdoff' Johansson | IFK Norrköping |
| 1958  | Orvar Bergmark          | Örebro         |
| 1959  | Agne Simonsson          | Örgryte        |

### Années 1960
| Année | Joueur           | Club                       |
| ----- | ---------------- | -------------------------- |
| 1960  | Torbjörn Jonsson | IFK Norrköping             |
| 1961  | Bengt Nyholm     | IFK Norrköping             |
| 1962  | Prawitz Öberg    | Malmö FF                   |
| 1963  | Harry Bild       | IFK Norrköping             |
| 1964  | Hans Mild        | Djurgården                 |
| 1965  | Bo Larsson       | Malmö FF                   |
| 1966  | Ove Kindvall     | IFK Norrköping / Feyenoord |
| 1967  | Ingvar Svahn     | Malmö FF                   |
| 1968  | Björn Nordqvist  | IFK Norrköping             |
| 1969  | Tommy Svensson   | Öster                      |

### Années 1970
| Année | Joueur               | Club           |
| ----- | -------------------- | -------------- |
| 1970  | Jan Olsson           | Stuttgart      |
| 1971  | Ronnie Hellström     | Hammarby       |
| 1972  | Ralf Edström         | Åtvidaberg     |
| 1973  | Bo Larsson           | Malmö FF       |
| 1974  | Ralf Edström (2)     | PSV            |
| 1975  | Kent Karlsson        | Åtvidaberg     |
| 1976  | Anders Linderoth     | Öster          |
| 1977  | Roy Andersson        | Malmö FF       |
| 1978  | Ronnie Hellström (2) | Kaiserslautern |
| 1979  | Jan Möller           | Malmö FF       |

### Années 1980
| Année | Joueur           | Club                          |
| ----- | ---------------- | ----------------------------- |
| 1980  | Rolf Zetterlund  | Brage                         |
| 1981  | Thomas Ravelli   | Öster                         |
| 1982  | Torbjörn Nilsson | IFK Göteborg / Kaiserslautern |
| 1983  | Glenn Hysén      | IFK Göteborg / PSV            |
| 1984  | Sven Dahlkvist   | AIK                           |
| 1985  | Glenn Strömberg  | Atalanta                      |
| 1986  | Robert Prytz     | IFK Göteborg / Young Boys     |
| 1987  | Peter Larsson    | IFK Göteborg / Ajax           |
| 1988  | Glenn Hysén (2)  | Fiorentina                    |
| 1989  | Jonas Thern      | Malmö FF / Benfica            |

### Années 1990
| Année | Joueur             | Club                            |
| ----- | ------------------ | ------------------------------- |
| 1990  | Tomas Brolin (1)   | IFK Norrköping / Parme          |
| 1991  | Anders Limpar      | Arsenal                         |
| 1992  | Jan Eriksson       | IFK Norrköping / Kaiserslautern |
| 1993  | Martin Dahlin      | Borussia Mönchengladbach        |
| 1994  | Tomas Brolin (2)   | Parme                           |
| 1995  | Patrik Andersson   | Borussia Mönchengladbach        |
| 1996  | Roland Nilsson     | Helsingborg                     |
| 1997  | Pär Zetterberg     | Anderlecht                      |
| 1998  | Henrik Larsson (1) | Celtic                          |
| 1999  | Stefan Schwarz     | Valence / Sunderland            |

### Années 2000

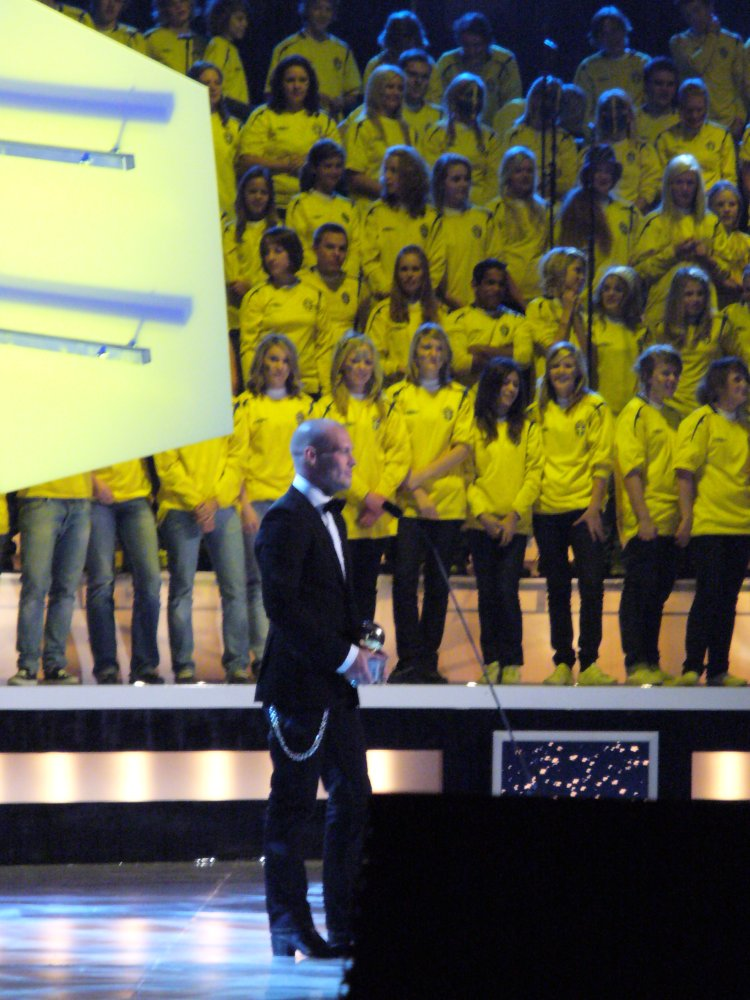
Ljungberg recevant le trophée en 2006

| Année | Joueur                 | Club                      |
| ----- | ---------------------- | ------------------------- |
| 2000  | Magnus Hedman          | Coventry City             |
| 2001  | Patrik Andersson (2)   | Bayern Munich / Barcelone |
| 2002  | Fredrik Ljungberg (1)  | Arsenal                   |
| 2003  | Olof Mellberg          | Aston Villa               |
| 2004  | Henrik Larsson (2)     | Celtic / Barcelone        |
| 2005  | Zlatan Ibrahimović (1) | Juventus                  |
| 2006  | Fredrik Ljungberg (2)  | Arsenal                   |
| 2007  | Zlatan Ibrahimović (2) | Inter                     |
| 2008  | Zlatan Ibrahimović (3) | Inter                     |
| 2009  | Zlatan Ibrahimović (4) | Inter / Barcelone         |

### Années 2010
| Année | Joueur                  | Club                                       |
| ----- | ----------------------- | ------------------------------------------ |
| 2010  | Zlatan Ibrahimović (5)  | Barcelone / AC Milan                       |
| 2011  | Zlatan Ibrahimović (6)  | AC Milan                                   |
| 2012  | Zlatan Ibrahimović (7)  | AC Milan / Paris Saint-Germain             |
| 2013  | Zlatan Ibrahimović (8)  | Paris Saint-Germain                        |
| 2014  | Zlatan Ibrahimović (9)  | Paris Saint-Germain                        |
| 2015  | Zlatan Ibrahimović (10) | Paris Saint-Germain                        |
| 2016  | Zlatan Ibrahimović (11) | Paris Saint-Germain / Manchester United FC |
| 2017  | Andreas Granqvist       | FK Krasnodar                               |
| 2018  | Victor Lindelöf         | Manchester United FC                       |
| 2019  | Victor Lindelöf (2)     | Manchester United FC                       |

### Années 2020
| Année | Joueur                  | Club                       |
| ----- | ----------------------- | -------------------------- |
| 2020  | Zlatan Ibrahimović (12) | AC Milan                   |
| 2021  | Emil Forsberg           | RB Leipzig                 |
| 2022  | Dejan Kulusevski        | Tottenham Hotspur FC       |
| 2023  | Dejan Kulusevski (2)    | Tottenham Hotspur FC       |
| 2024  | Viktor Gyökeres         | Sporting Clube de Portugal |

## Classement de titres par joueur
| Joueurs            | Poste             | Titres | Années                                                                 |
| ------------------ | ----------------- | ------ | ---------------------------------------------------------------------- |
| Zlatan Ibrahimović | Attaquant         | 12     | 2005, 2007, 2008, 2009, 2010, 2011, 2012, 2013, 2014, 2015, 2016, 2020 |
| Dejan Kulusevski   | Attaquant         | 2      | 2022, 2023                                                             |
| Victor Lindelöf    | Défenseur         | 2      | 2018, 2019                                                             |
| Fredrik Ljungberg  | Milieu de terrain | 2      | 2002, 2006                                                             |
| Henrik Larsson     | Attaquant         | 2      | 1998, 2004                                                             |
| Patrik Andersson   | Défenseur         | 2      | 1995, 2001                                                             |
| Tomas Brolin       | Milieu de terrain | 2      | 1990, 1994                                                             |
| Glenn Hysén        | Défenseur         | 2      | 1983, 1988                                                             |
| Ronnie Hellström   | Gardien de but    | 2      | 1971, 1978                                                             |
| Ralf Edström       | Attaquant         | 2      | 1972, 1974                                                             |
| Viktor Gyökeres    | Attaquant         | 1      | 2024                                                                   |